# El rey Cophetua y la doncella mendiga (pintura)
El rey Cophetua y la doncella mendiga —en inglés: King Cophetua and the Beggar Maid— es una pintura de Edward Burne-Jones, artista vinculado a la Hermandad Prerrafaelita.

## Introducción
La pintura ilustra la leyenda de 'El rey y la mendiga', que cuenta como el rey Cophetua se enamoró a primera vista de la mendiga Penelofonte, mostrando que el poder y la riqueza pueden ser superados por la belleza y la simplicidad. Burne-Jones conocía este tema a través de una balada isabelina publicada en 1765 por Thomas Percy en Reliques of Ancient English Poetry, y por un poema The Beggar Maid de Alfred Tennyson: 
«So sweet a face, such angel grace,
In all that land have never been,
Cophetua sware a royal oath,
'This beggar maid shall be my queen»
Burne-Jones trató por primera vez esta historia en 1861-62, y en una nueva composición hacia 1875. Se conservan varios estudios para el trabajo final, ambos de 1883: un pequeño gouache —mostrando a los personajes más juntos— y un estudio sobre papel de la obra definitiva, de dimensiones aproximadas a ésta.

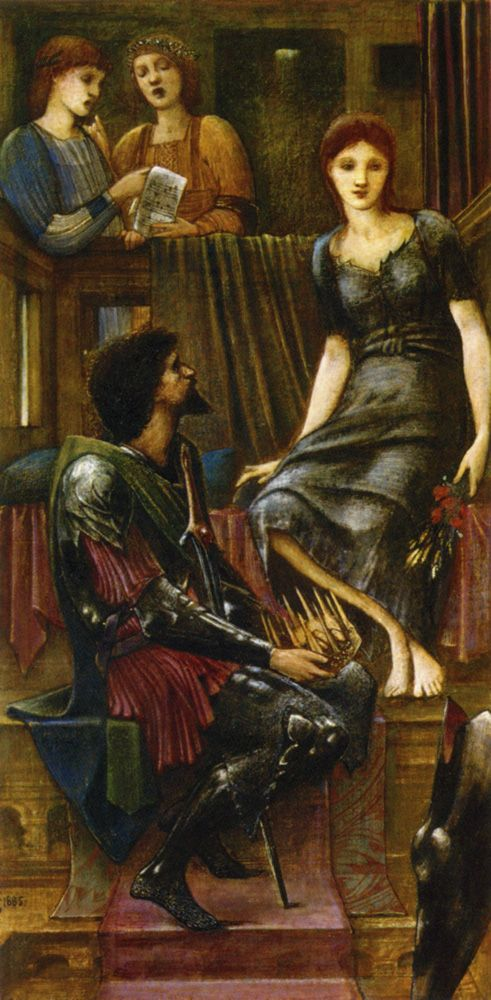
Boceto en gouache (1883)
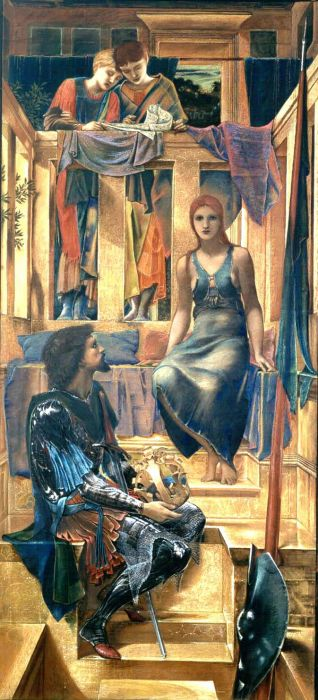
Versión preparatoria sobre papel (1883)

## Descripción de la obra
- Londres, Tate Britain; n º. de referencia: N01771;[4]
- Datación: 1884;
- Dimensiones: 293,4 x 135,9 cm;
- Técnica: pintura al óleo sobre lienzo;

La composición está inspirada en la Madonna de la Victoria de Andrea Mantegna y en obras de Carlo Crivelli. A la izquierda y en primer plano aparece Cophetua, sentado y mirando a la doncella, quien está en segundo plano, a la derecha. Al fondo —tras una balaustrada— hay dos muchachos contemplando la escena. La colocación asimétrica de los personajes conforma un refinado equilibrio entre ellos. El rey está absorto en la contemplación de la doncella, quien aparece como si fuera un espejismo que pudiera disolverse al acercársele. A pesar de que Burne-Jones realizó detallados estudios de la armadura y del casco del rey —diseñado por William Arthur Smith Benson— la pintura no pretende ser realista. No quería que sus figuras pertenecieran a ningún tiempo o lugar en particular, sino al mundo de la imaginación. Efectivamente, esta obra da la sensación de que el tiempo se ha detenido, transmutándose en una eterna quietud.
La obra se exhibió en 1884 en la Grosvenor Gallery, convirtiéndose en el mayor éxito de Burne-Jones de la década de 1880, y considerada por The Art Journal como "no sólo la mejor obra que el Sr. Burne-Jones ha pintado, sino una de las mejores obras de la historia del arte inglés". Tuvo también un gran éxito en la Exposición Universal de París (1889) siendo Burne-Jones galardonado con la Legión de Honor.

## Procedencia
- Comprado por el conde de Wharncliffe;
- Adquirido por suscripción pública en 1900, y legado a la Tate Britain.[7]